# NGamer Brasil
A revista NGamer Brasil, também chamada de NGB, foi uma revista mensal brasileira de games publicada pela Editora Europa, baseada na inglesa NGamer. A revista é voltada especificamente à Nintendo. Seu editor foi Eduardo Trivella, contando, na redação, com Caio Corraini, Claudio Prandoni, Douglas Vieira, Fábio Santana, Geraldo Juno Cecílio, Gustavo Petró, Luigi Olivieri, Luiz Eduardo Freitas, Rafael Camolez e Thaís Piovesan. A revisão de texto ficava por conta de Catia de Almeida, e a arte por Welby Dantas e Jeff Silva. A revista foi publicada pela Editora Europa, empresa que está no mercado há mais de vinte anos.
A revista passou por diversas mudanças estéticas e de preço. Começou com 98 páginas e passou para 82. A partir da edição 36, o preço passou de R$ 10,90 para R$ 7,90, com a eliminação de sua lateral reforçada. Novos colaboradores foram acrescentados e a revista dando continuidade ao seu segmento com base nas edições da versão britânica e americana da NGamer.
A revista foi descontinuada em Novembro de 2010, e sua última edição foi a de número 41.

## Seções
Abaixo você confere as colunas fixas que constavam na revista mensal:

### Conexão NGB
"Sua ligação direta com a redação", aqui ficam os e-mails dos leitores da revista, tendo uma carta do mês, em que o autor da carta ganha um presente exclusivo da redação. Aqui também fica a Galeria Mii, as promoções, o resultado das mesmas e a seção Log Off.

### F.A.Q.
Coluna onde os leitores podem enviar suas dúvidas sobre jogos da Nintendo. A redação seleciona as melhores perguntas e publicam-nas, juntamente com suas respostas.

### Logoff
Aqui aparecem os melhores comentários de usuários feitos na comunidade oficial da NGamer no site de relacionamentos Orkut.

### NGexpress
Seção com notícias e lançamentos de jogos. Possui também um gráfico com o tempo que a equipe da revista perdeu no mês.

### Bloco de Notas
Várias notícias pequenas que cabem em uma única página. Atualmente, essa seção está na página 12.

### Previews
São informações de jogos em fase de desenvolvimento e as impressões iniciais.

### Bônus
Previews pequenos de jogos não tão importantes ou até desconhecidos.

### Reviews
Me comio un moñigo

### Online
Reviews e notícias sobre jogos disponíveis apenas nos serviços de download (WiiWare e DSiWare). Fala também dos modos online de jogos.

### Especiais
Todo mês a revista traz essa seção, que reúne uma matéria especial em relação a algum fato.

### Universo Nintendo
Aqui vão loucuras, curiosidades, dicas e detonados em relação à Nintendo e os jogos publicados em suas plataformas.

### Download
"Sua dose mensal de nostalgia gamística", para relembrar os velhos tempos dos jogos. "Lição de História", "Cenários Inesquecíveis", "Truques Clássicos" e "Pérolas do Mês" (melhores jogos lançados no mês para Virtual Console) são subseções.

### Diretório NGamer
Uma lista com todos os reviews já publicados na revista, suas notas e a edição em que foram publicados.

### Nintendus Brasilis
Novidades no Brasil, como lançamentos oficiais, promoções e eventos.

### Página 82
Até a edição 13, essa "seção" contava com a Galeria Mii e uma história do editor Eduardo Trivella. A partir da edição 13, essa seção foi intitulada como "A página mutante", em que é publicado algo diferente a cada edição.